# Dicranota (Dicranota) irregularis
Dicranota (Dicranota) irregularis is een tweevleugelige uit de familie Pediciidae. De soort komt voor in het Palearctisch gebied.